# Виттер, Дэвид
Дэвид Виттер (англ. David Vitter; род. 3 мая 1961 года, Новый Орлеан) — американский политик, бывший сенатор США от штата Луизиана. Впервые избран в палату представителей в 1999 году, является членом консервативной Республиканской партии США. Однако, сам стал гораздо более известен СМИ, а затем и широкой общественности из-за своих связей с Мадам Ди Си — содержательницей (мамкой) публичного дома, куда наведывался сенатор.

## Биография
Родился в городе Новый Орлеан, Луизиана. Исповедует католичество. В 1983 году закончил со степенью бакалавра Гарвард-колледж. А затем получил степень бакалавра в Колледже Магдалины, в Оксфорде. В 1988 году стал доктором юриспруденции в Университете Тулейна в Новом Орлеане.
Женат, имеет четверо детей 3 дочерей и одного сына.

## Политические пристрастия
Сенатор придерживается строго консервативных взглядов с упором на традиционные семейные ценности.